# ورم دبقي
الوَرَم الدِبْقِيّ (بالإنجليزية: glioma)‏ هو نوع من الأورام التي تبدأ في المخ أو العمود الفقري. ويطلق عليه دبقي لأنه ينشأ من الخلايا الدبقية. الموقع الأكثر شيوعًا للأورام الدبقية هو الدماغ.